# Carl Nielsen
Carl Nielsen (Sortelung, Nørre Lyndelse, Fiònia, 9 de juny de 1865 - Copenhaguen, 3 d'octubre de 1931) fou un compositor, director d'orquestra i violinista danès. Conegut per les seves sis simfonies, també va compondre òperes i música de cambra. La seva música va ser influent en el desenvolupament de la música clàssica moderna i és considerat un dels compositors més importants de Dinamarca. És l’únic compositor danès les obres del qual han entrat al repertori internacional.
Criat per pares pobres però amb talent musical a l'illa de Fiònia, va mostrar les seves habilitats musicals a una edat primerenca. Inicialment va tocar en una banda militar abans d'assistir a la Reial Acadèmia Danesa de Música de Copenhaguen del 1884 al desembre de 1886. Va estrenar el seu op. 1, Suite per a cordes, l'any 1888, als 23 anys. L'any següent, Nielsen va començar un període de 16 anys com a segon violinista de l'Orquestra Reial Danesa amb Johan Svendsen, durant el qual va tocar les estrenes daneses de les òperes Falstaff i Otello de Verdi. El 1916, va ocupar una càtedra a la Reial Acadèmia Danesa, que va ocupar fins a la seva mort.
Tot i que les seves simfonies, concerts i música coral són avui reconegudes internacionalment, la carrera i la vida personal de Nielsen han estat marcades per moltes dificultats, que sovint es reflecteixen en la seva música. Les obres que va compondre entre 1897 i 1904 s'atribueixen de vegades al seu període "psicològic", a conseqüència d'un matrimoni turbulent amb l'escultora Anne Marie Brodersen. Nielsen és especialment conegut per les seves sis simfonies, el seu Quintet de vent i els seus concerts per a violí, flauta i clarinet. A Dinamarca, la seva òpera Maskarade i moltes de les seves cançons s'han convertit en part integrant del patrimoni nacional. La seva música primerenca es va inspirar en compositors com Brahms i Grieg, però ràpidament va desenvolupar el seu propi estil, primer experimentant amb la tonalitat progressiva i després divergint encara més radicalment dels estàndards compositius que encara eren habituals en aquell moment. La Sisena i última simfonia de Nielsen, la Sinfonia semplice, va ser escrita el 1924–1925. Va morir d'un atac de cor sis anys després i està enterrat al cementiri de Vestre a Copenhaguen.
Nielsen va mantenir una reputació com a estrany musical durant la seva vida, tant al seu país com en l'àmbit internacional. Va ser només més tard que les seves obres van entrar fermament al repertori internacional, augmentant en popularitat a partir dels anys seixanta a través de Leonard Bernstein i altres. A Dinamarca, la reputació de Nielsen es va segellar el 2006 quan el Ministeri de Cultura va incloure tres de les seves composicions entre les dotze millors peces de la música danesa. Durant molts anys va aparèixer al bitllet de 100 corones daneses. El Museu Carl Nielsen d'⁣Odense documenta la seva vida i la de la seva dona. Entre 1994 i 2009, la Biblioteca Reial Danesa, patrocinada pel govern danès, va completar l'⁣Edició Carl Nielsen, disponible en línia gratuïtament, que conté informació detallada i partitures de totes les obres de Nielsen, moltes de les quals no havien estat publicades anteriorment.

## Biografia

### Infantesa a Fiònia
Nielsen va nàixer a Sortelung, als afores del poble de Nørre Lyndelse i no gaire lluny de la ciutat d'Odense, a l'illa de Fiònia. Carl Nielsen va ser el setè fill de Maren Kirsten, antiga donzella, i Niels Jørgensen, anomenat Niels Maler (el pintor), d'una família de dotze fills. Encara que l'aristocràcia danesa ja utilitzava cognoms hereditaris, el compositor es deia "Nielsen" i no "Jørgensen" perquè molts danesos van mantenir el sistema patronímic fins a finals del segle XIX. L'últim fill, una nena, va morir quan encara era molt petita, dos germans també van morir joves a causa de la tuberculosi. Dels nou germans que van sobreviure, cinc van emigrar als Estats Units i un a Austràlia, mentre que només Carl, la seva germana Sophie i el seu germà petit Valdemar es van quedar a Dinamarca. Aquesta situació va tenir un impacte significatiu en la vida de Carl Nielsen i en la seva música, ja que va créixer en un entorn difícil i va haver de treballar des de jove per guanyar-se la vida, cosa que va influir en la seva perspectiva artística.

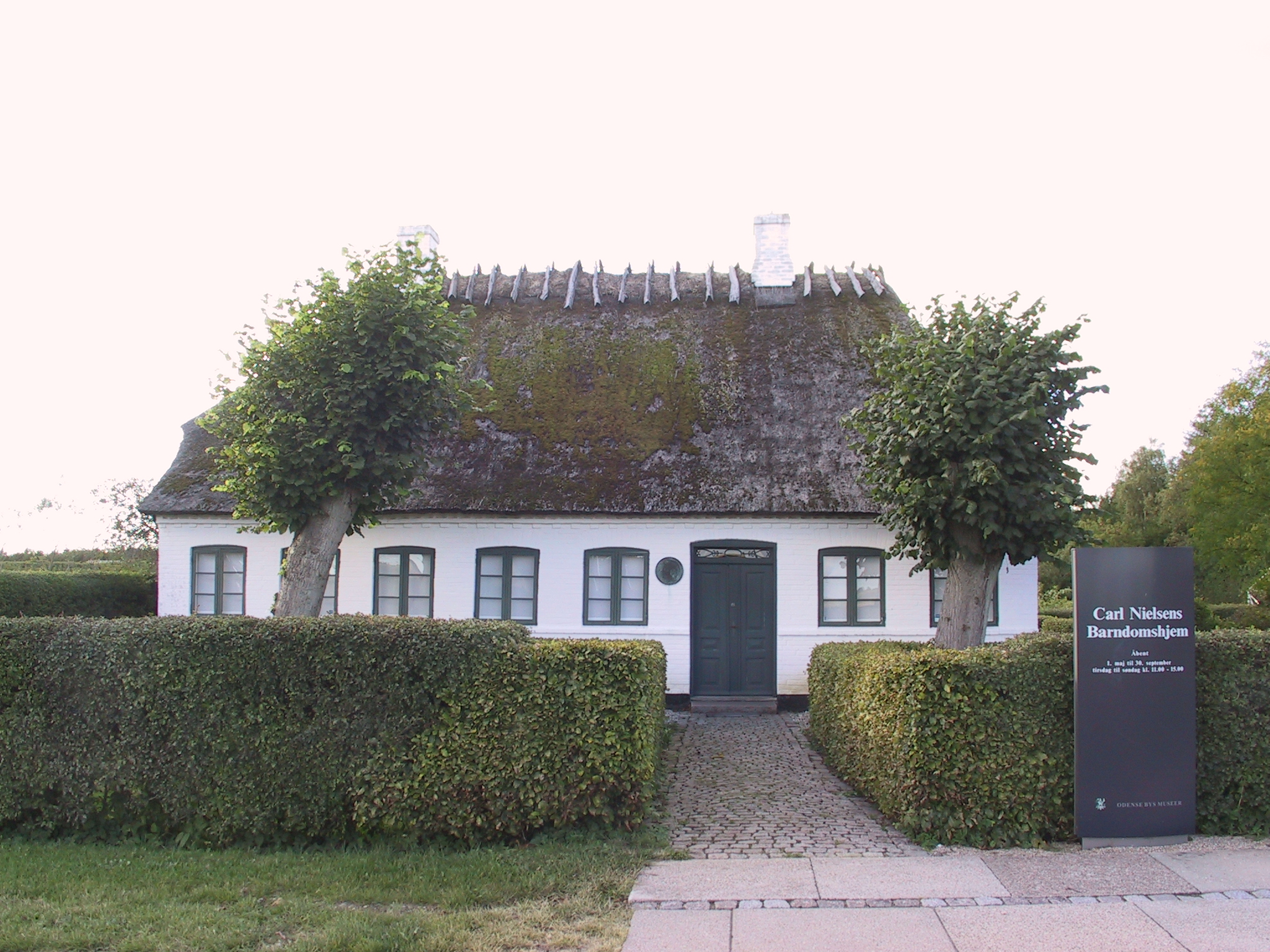
La segona casa on va viure Carl Nielsen, a Petersborg, avui convertida en museu

El seu pare era músic aficionat. Tocava el violí i la corneta, i tot i que assumia qualsevol feina que s'esdevingués, la seva font d'ingressos principal a partir de mitjans de la dècada de 1870 va ser com a músic. Va ser el seu pare que li va donar les primeres nocions de violí i trompeta. El 1878 la família es va traslladar a una altra casa anomenada Petersborg, situada al límit de la parròquia entre Nørre Lyndelse i Nørre Søby. Actualment, la casa, coneguda com "Barndomshjemmet" (la "Llar de la infància de Nielsen"), s'ha convertit en un museu. El 1879, va entrar com a corneta a la banda militar del 16è Batalló a Odense en guanyar una competició amb músics molt més grans que ell, es va acomiadar dels seus orgullosos pares i es va traslladar a la ciutat. Com a membre d'una banda militar es va familiaritzar amb les funcions de l'orquestra i va aprendre molta música.

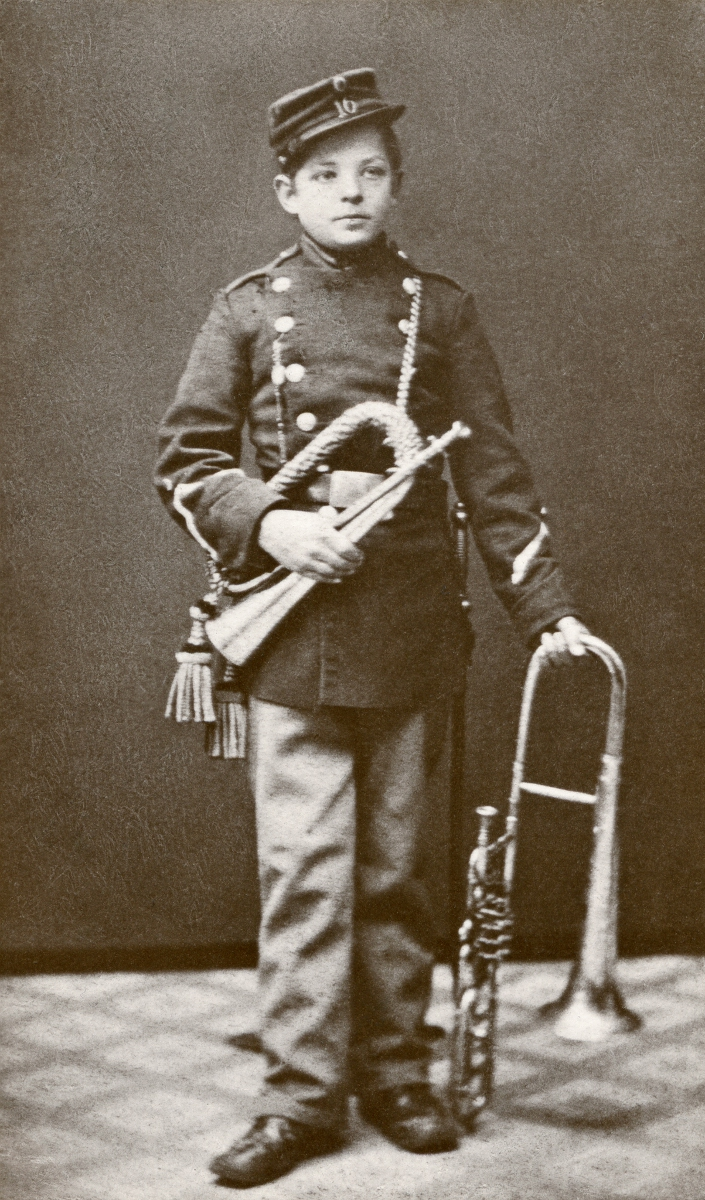
Nielsen, d'uns 14 anys, a Odense

A Odense va començar a tocar el violí de manera més sistemàtica i va començar a prendre lliçons amb Carl Larsen, sagristà de la catedral i director de la Societat Musical d'Odense. En aquesta època va escriure alguns trios i quartets per a instruments de metall, obres que s'han perdut. Klaus Berntsen, director de secundària i diputat, va ajudar Nielsen a arribar a Copenhaguen fent-li una introducció a Niels Gade, que era director del Conservatori de Música de Copenhaguen. Carl Nielsen va anar a Copenhaguen el maig de 1883, amb el seu violí i una còpia del seu Quartet de corda en re menor, amb l'esperança de fer també una visita al conegut violinista Valdemar Tofte, que feia classes al Conservatori. Va ser ben rebut per tots dos, que el van fer tornar el desembre per fer l'examen d'accés al Conservatori de Música (més tard a la Reial Acadèmia Danesa de Música). A més de Gade i Tofte, el jurat va comptar amb l'envellit compositor JPE Hartmann. L'examen va ser satisfactori i va ser admès amb una beca. Després de passar Nadal a casa seva a Nørre Lyndelse, l'1 de gener de 1884 va tornar a Copenhaguen, on havia de viure la resta de la seva vida.

### Anys al Conservatori

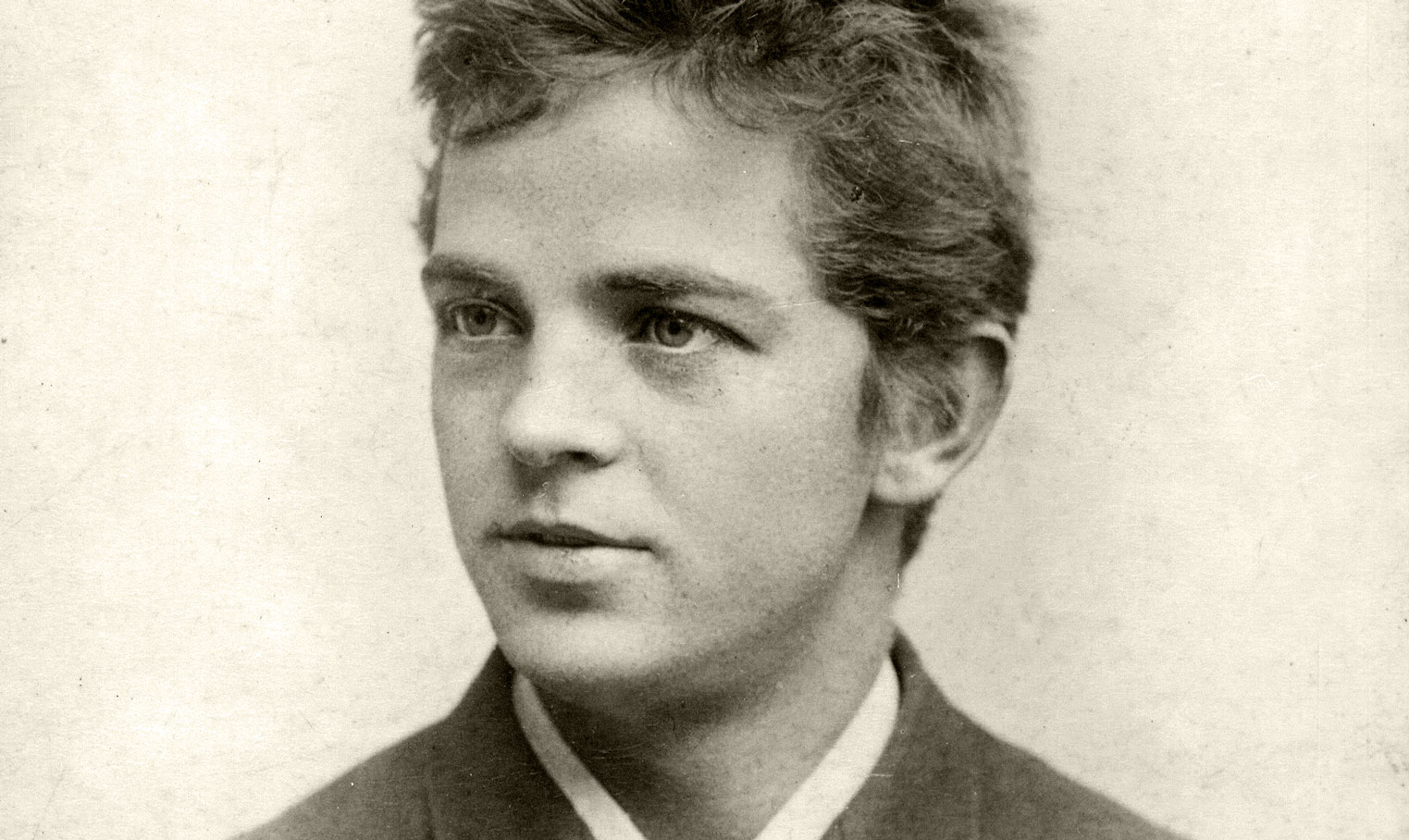
Carl Nielsen, el 1884, anys que entra al conservatori

Amb 19 anys, Nielsen entrava al Conservatori de Copenhaguen, fins aleshores caracteritzat per un gust musical més aviat conservador sota l'estela del seu director Gade. JPE Hartmann, que en aquell moment estava a punt d'arribar als vuitanta anys, era curiosament el professor més obert a les noves tendències.
Nielsen va estudiar el violí com a instrument principal i, com tots els estudiants, va tenir classes de piano, història de la música i teoria. No hi havia estudis de composició sistemàtics, tot i que de tant en tant entregava tasques menors a professors com Niels Gade i Orla Rosenhoff. Rosenhoff, que sí que estava al cas dels nous corrents musicals, va ser el que va ensenyar la teoria a Nielsen, inclòs el contrapunt, i és probablement el professor que més li va donar suport i alhora l'únic que va tenir una profunda influència en el jove compositor en el seu desenvolupament a llarg termini. Aviat es va familiaritzar amb la pianista Dagmar Borup i el violinista Frederik Schnedler-Petersen i amb la pianista Johanne Stockmarr, que romandrien els seus amics durant molts anys.
El 1886, aleshores amb 21 anys, es va graduar amb una bona, però no precisament excel·lent, nota. Ara havia d'obrir-se camí al mercat lliure musical. Però guanyar-se la vida només com a compositor no era realment realista. Nielsen va continuar com a alumne privat de Rosenhoff durant diversos i llargs períodes. Després de graduar-se, Nielsen es va instal·lar amb el majorista jubilat Jens Georg Nielsen i la seva dona Marie al primer pis de Slagelsegade 18. Ells també eren d'Odense i el cuidaven com a pares d'acollida. Mentre era allà, es va enamorar de la seva filla Emilie Demant, de 14 anys. L'afer va durar durant els pròxims tres anys.
El 17 de setembre de 1887, Nielsen va tocar el violí a la Sala de concerts Tívoli el dia que es va estrenar el seu Andante tranquillo e Scherzo per a cordes. Poc després, el 25 de gener de 1888, es va tocar el seu Quartet de corda en fa major en una de les actuacions privades del Privat Kammermusikforening (Societat Privada de Música de Cambra). Si bé Nielsen considerava que el Quartet en fa era el seu debut oficial com a compositor professional, la seva Suite per a cordes va causar una impressió molt més gran. Interpretada als Jardins de Tívoli de Copenhaguen el 8 de setembre de 1888, va ser designada per Nielsen com el seu op. 1. La va dedicar a Rosenhoff. Es va rebre amb gran entusiasme i fins i tot el segon moviment, un vals, es va haver de repetir. L'octubre, Nielsen debuta com a director d'orquestra i el 1889 entra com a segon violinista a l'Orquestra de la Capella Reial, càrrec que mantindrà durant 16 anys.
El setembre de 1889, Nielsen havia progressat prou bé amb el violí per guanyar una posició amb els segons violins a la prestigiosa Orquestra Reial Danesa que tocava al Teatre Reial de Copenhaguen, dirigida aleshores per Johan Svendsen. En aquest càrrec va experimentar Falstaff i Otello de Giuseppe Verdi a les seves estrenes daneses. Tot i que aquesta feina de vegades va causar una frustració considerable a Nielsen, hi va continuar tocant fins al 1905. Després de la jubilació de Svendsen el 1906, Nielsen va exercir cada cop més com a director d'orquestra (sent nomenat oficialment ajudant d'orquestra el 1910). Entre la graduació i l'assoliment d'aquesta posició, va obtenir uns ingressos modestos amb classes privades de violí mentre gaudia del suport continuat dels seus mecenes, no només Jens Georg Nielsen sinó també Albert Sachs (nascut el 1846) i Hans Demant (1827–1897), propietaris de fàbriques a Odense. Després de menys d'un any al Teatre Reial, Nielsen va guanyar una beca de 1.800 corones, que li van donar els mitjans per passar diversos mesos viatjant per Europa.

### Matrimoni i fills
Amb el temps, Nielsen va descobrir i després es va girar en contra de les òperes de Richard Wagner. Venerava la música de Bach i Mozart, però va romandre ambivalent amb bona part de la música del segle xix. Va escoltar moltes de les principals orquestres i solistes d'Europa i va aguditzar les seves opinions tant sobre la música com les arts visuals. El 1891 va conèixer el compositor i pianista Ferruccio Busoni a Leipzig; havien de mantenir una correspondència durant més de trenta anys. Poc després d'arribar a París a principis de març de 1891, Nielsen va conèixer l'escultora danesa Anne Marie Brodersen, que també viatjava amb una beca. Van fer una gira per Itàlia junts i es van casar a l'església anglesa de Sant Marc de Florència el 10 de maig de 1891 abans de tornar a Dinamarca. Segons Fanning, la seva relació no només era una "partida d'amor", sinó també una "trobada de ments"; Anne Marie era una artista dotada i una «dona forta i de mentalitat moderna, decidida a forjar la seva pròpia carrera». Aquesta determinació posaria a prova el matrimoni dels Nielsen, ja que Anne Marie passaria mesos fora de casa durant les dècades de 1890 i 1900, deixant a Carl, que era susceptible a oportunitats amb altres dones, per criar els seus tres fills petits a més de compondre i complir amb les seves funcions al Teatre Reial.
Nielsen va exaltar la seva ira i frustració pel seu matrimoni en una sèrie d'obres musicals, sobretot entre 1897 i 1904, un període que de vegades va anomenar el seu període "psicològic". Fanning escriu: «En aquest moment, el seu interès per les forces impulsores de la personalitat humana es va cristal·litzar en l'òpera Saül i David i la Segona Simfonia (Els quatre temperaments) i les cantates Hymnus amoris i Søvnen». Carl va suggerir el divorci el març de 1905 i s'havia plantejat traslladar-se a Alemanya per començar de nou, però malgrat diversos períodes prolongats de separació, els Nielsen van romandre casats durant la resta de la vida del compositor.
Nielsen va tenir cinc fills, dos d'ells il·legítims. Ja havia tingut un fill, Carl August Nielsen, el gener de 1888, abans de conèixer Anne Marie. El 1912 va néixer una filla il·legítima –Rachel Siegmann, de la qual Anne Marie no en va saber mai res. Amb la seva dona Nielsen va tenir dues filles i un fill. Irmelin, la filla gran, va estudiar teoria musical amb el seu pare i el desembre de 1919 es va casar amb Eggert Møller (1893–1978), un metge que es va esdevenir professor a la Universitat de Copenhaguen i director de la policlínica de l'⁣Hospital Nacional. La filla menor, Anne Marie, es va graduar a l'⁣Acadèmia de les Arts de Copenhaguen i es va casar amb el violinista hongarès Emil Telmányi (1892–1988) el 1918; va contribuir a la promoció de la música de Nielsen, tant com a violinista com a director. El fill de Nielsen, Hans Børge, va quedar discapacitat com a conseqüència d'⁣una meningitis i va passar la major part de la seva vida lluny de la família. Va morir prop de Kolding el 1956.

### Compositor madur

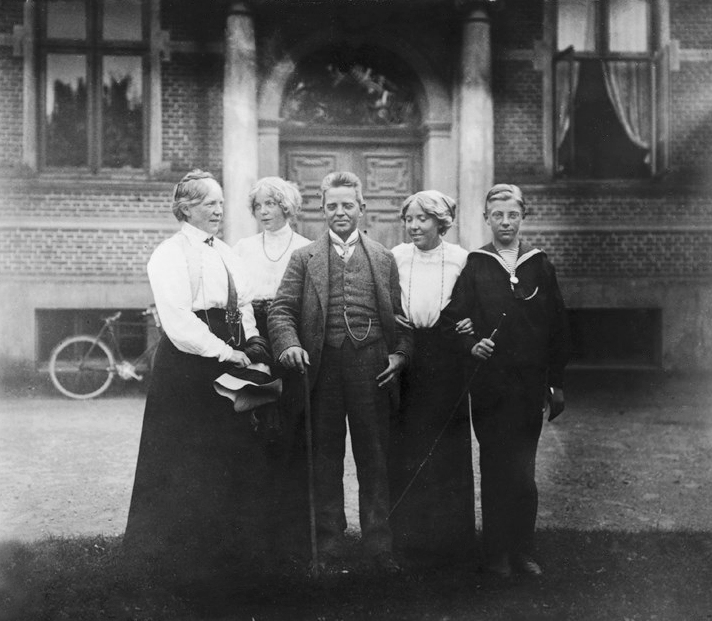
Nielsen i la seva família a Fuglsang Manor, c. 1915

Al principi, les obres de Nielsen no van obtenir el reconeixement suficient per a poder-ne viure. Durant el concert de l'estrena de la seva Primera Simfonia el 14 de març de 1894 dirigida per Johan Svendsen, Nielsen va tocar a la segona secció de violí. La simfonia va tenir un gran èxit quan es va tocar a Berlín el 1896, contribuint significativament a la seva reputació. Cada cop tenia més demanda per escriure música incidental per al teatre i cantates per a ocasions especials, que proporcionaven una font d'ingressos addicionals benvinguda. Fanning comenta sobre la relació que es va desenvolupar entre les seves obres programàtiques i simfòniques: «De vegades trobava idees escèniques en la seva suposadament pura música orquestral; de vegades un text o un escenari l'obligaven a inventar imatges musicals vívides que després podria convertir en un ús més abstracte.»
La cantata de Nielsen Hymnus amoris per a solistes, cor i orquestra es va interpretar per primera vegada al Musikforeningen (La Societat de Música) de Copenhaguen el 27 d'abril de 1897. Es va inspirar en el quadre de Ticià El miracle del marit gelós que Nielsen havia vist durant la seva lluna de mel a Itàlia el 1891. En una de les còpies, va escriure: «A la meva Marie! Aquests tons d'elogi de l'amor no són res comparats amb la realitat.»
A partir de 1901, Nielsen va rebre una modesta pensió estatal –inicialment 800 corones anuals, creixent fins a 7.500 corones el 1927– per augmentar el sou de violinista. Això li va permetre deixar d'haver de donar classes particulars i li va deixar més temps per a compondre. A partir de 1903, també va tenir una reserva anual del seu principal editor, Wilhelm Hansen Edition. Entre 1905 i 1914 va exercir de segon director al Teatre Reial. Va deixar el Teatre Reial el 1914 quan no va aconseguir succeir a Frederik Rung com a director en cap del teatre.
Per al seu gendre, Emil Telmányi, Nielsen va escriure el Concert per a violí, op. 33 (1911). De 1914 a 1926, va dirigir l'orquestra del Musikforeningen. El 1916, va ocupar un lloc de professor a la Reial Acadèmia Danesa de Música de Copenhaguen, i va continuar treballant allà fins a la seva mort.

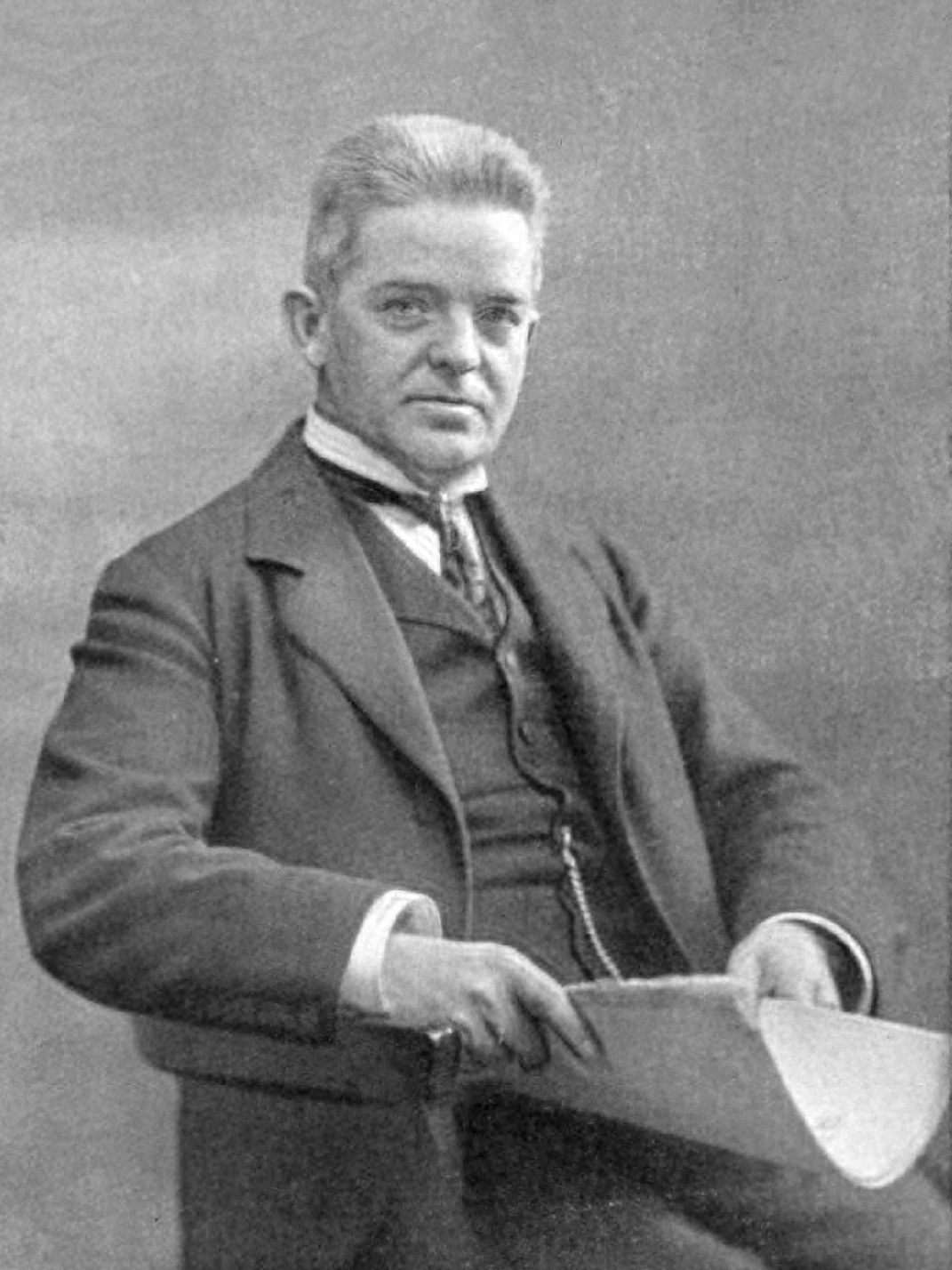
Nielsen el 1917

La tensió de les carreres dobles i la separació constant de la seva dona van provocar una bretxa prolongada en el matrimoni. La parella va iniciar un procediment de separació el 1916, i la separació per consentiment mutu es va concedir el 1919. Algunes cartes escrites durant el període de crisi matrimonial dels Nielsen revelen que Carl va fer diversos intents per solucionar la situació i que tots dos patien la separació. Ell sobretot, i per això l'any 1918 va adquirir una casa d'estiueig a Skagen, coneguda com a Finis Terrae, en un evident intent de reconciliació. La família ja havia passat algunes vacances a Skagen i era el seu lloc de vacances preferit. Probablement, Carl pensava que aquests moments de felicitat es podrien recuperar, però no va poder atraure-la.
Entre 1916 i 1922, Nielsen va viure sovint a Fiònia retirat a les finques de Damgaard i Fuglsang, o va treballar com a director d'orquestra a Göteborg. Aquell període va suposar una crisi creativa per a Nielsen, marcada per l'impacte profund que va tenir en ell la Primera Guerra Mundial i que va influir fortament en la seva Quarta (1914–16) i Cinquena simfonia (1921–22), sens dubte les seves obres més grans segons Fanning. El compositor va estar especialment molest als anys 20 quan el seu editor danès Wilhelm Hansen no va poder publicar moltes de les seves obres principals, incloses Aladdin i Pan i Syrinx.
La sisena i última simfonia, Sinfonia semplice, va ser escrita entre el 1924 i 1925. Després de patir un greu atac de cor el 1925, Nielsen es va veure obligat a restringir gran part de la seva activitat, tot i que va continuar component fins a la seva mort. El seu seixantè aniversari, celebrat el 1925, va estar marcat per nombroses felicitacions, una condecoració del govern suec i un concert de gala amb recepció a Copenhaguen. El compositor, però, es trobava en un estat d'ànim trist; en un article a Politiken el 9 de novembre de 1925 va escriure:
| « | Si pogués tornar a viure la meva vida, trauria del meu cap qualsevol pensament d'art i seria aprenent d'un comerciant o em dedicaria a algun altre ofici útil els resultats del qual es poguessin veure al final... De què em serveix?, que el món sencer em reconeix, però s'allunya de pressa i em deixa sol amb les meves mercaderies fins que tot es trenca i descobreixo per a la meva desgràcia que he viscut com un somiador insensat i creia que com més treballava i m'esforçava en el meu art, aconseguiria una millor posició. No, no és un destí envejable ser artista. | » |

### Últims anys i mort
Les últimes obres orquestrals a gran escala de Nielsen van ser el Concert per a flauta (1926) i el Concert per a clarinet (1928), dels quals Robert Layton escriu: «Si alguna vegada hi va haver música d'un altre planeta, segurament és aquesta. Les seves sonoritats són escasses i monocromes, el seu aire enrarit i fort». La darrera composició musical de Nielsen, l'obra per a orgue Commotio, es va estrenar pòstumament l'any 1931 a l'església de Santa Maria de Lübeck.
Durant els seus darrers anys, Nielsen va produir un breu llibre d'assajos titulat Living Music (1925), seguit el 1927 de les seves memòries Min Fynske Barndom (La meva infantesa a Fiònia). L'any 1926 va escriure al seu diari: "La meva terra m'estira cada cop més com un llarg petó xuclador. Vol dir que finalment tornaré i descansaré a la terra de Fiònia? Aleshores deu ser al lloc on vaig néixer: Sortelung, parròquia de Frydenlands".
Això no havia de passar. Nielsen va ser ingressat a l'Hospital Nacional de Copenhaguen (Rigshospitalet) l'1 d'octubre de 1931 després d'una sèrie d'atacs cardíacs, va morir deu minuts després de la mitjanit del 3 d'octubre, envoltat de la seva família. Les seves últimes paraules van ser "Estàs aquí com si estiguessis esperant alguna cosa".
Va ser enterrat al cementiri de Vestre de Copenhaguen. Tota la música del funeral, inclosos els himnes, va ser obra del compositor. Després de la seva mort, la seva dona va rebre l'encàrrec d'esculpir-li un monument, que s'erigiria al centre de Copenhaguen. Ella va escriure: «Volia agafar el cavall alat, símbol etern de la poesia, i posar un músic a l'esquena. Havia de seure allà, entre les ales que corren, bufant un tub de canya per sobre de Copenhaguen». La disputa sobre el seu disseny i la manca de finançament van fer que la inauguració del monument es retardés i que l'acabés pagant mateixa Anne Marie. El Monument a Carl Nielsen es va inaugurar finalment el 1939.

## Música
De vegades es fa referència a les obres de Nielsen amb números CNW, basats en el Catàleg d'obres de Carl Nielsen (CNW) publicat en línia per la Biblioteca Reial Danesa el 2015. El catàleg CNW pretén substituir el catàleg de 1965 compilat per Dan Fog i Torben Schousboe (números FS).

### Estil musical

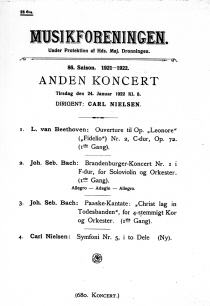
Cartell per a l'estrena de la Cinquena Simfonia de Carl Nielsen, 1922

A les seves Vides dels grans compositors, el crític musical Harold Schonberg destaca l'amplitud de les composicions de Nielsen, els seus ritmes enèrgics, la generosa orquestració i la seva individualitat. En comparar-lo amb Jean Sibelius, considera que tenia "el mateix abast, encara que més poder i un missatge més universal". El professor de música de la Universitat d'Oxford Daniel M. Grimley qualifica Nielsen com "una de les veus més lúdiques, fermes i més incòmodes de la música del segle XX" gràcies a la "riquesa melòdica i la vitalitat harmònica" de la seva obra. Anne-Marie Reynolds, autora de Carl Nielsen's Voice: His Songs in Context, cita l'opinió de Robert Simpson que "tota la seva música té un origen vocal", mantenint que l'escriptura de cançons va influir fortament en el desenvolupament de Nielsen com a compositor.
La sociòloga danesa Benedikte observa que la percepció de Nielsen i la seva música al seu país d'origen és força diferent de la seva apreciació internacional. El seu interès i formació per la música popular van tenir una ressonància especial per als danesos, i això es va intensificar durant els moviments nacionalistes dels anys trenta i durant la Segona Guerra Mundial, quan el cant era una base important perquè els danesos es distingissin dels seus enemics alemanys. Les cançons de Nielsen conserven un lloc important en la cultura i l'educació danesa. El musicòleg Niels Krabbe descriu la imatge popular de Nielsen a Dinamarca com la "síndrome de l'aneguet lleig" -una referència al conte de l'escriptor danès Hans Christian Andersen- on "un nen pobre". ... passant per l'adversitat i la frugalitat ... marxa cap a Copenhaguen i ... ve a conquistar la posició de rei sense corona".
Si bé fora de Dinamarca, Nielsen és considerat principalment com un compositor de música orquestral i de l'òpera Maskarade, al seu país és més aviat un símbol nacional. Aquestes dues parts es van reunir oficialment a Dinamarca l'any 2006 quan el Ministeri de Cultura va publicar una llista de les dotze millors obres musicals daneses que incloïa l'òpera Maskarade de Nielsen, la seva Quarta Simfonia i un parell de les seves cançons populars daneses. Krabbe fa la pregunta retòrica: "Pot 'el nacional' demostrar-se en Nielsen a través de la música en forma de temes, harmonies, sons, formes particulars, etc., o és una pura construcció de la història?"
El mateix Nielsen era ambigu sobre les seves actituds envers la música alemanya romàntica tardana i el nacionalisme en la música. Va escriure al compositor holandès Julius Röntgen l'any 1909: "Estic sorprès per les habilitats tècniques dels alemanys d'avui en dia, i no puc evitar pensar que tot aquest plaer per la complicació s'ha d'esgotar. Preveig un art completament nou de pura virtut arcaica. Què en penseu de les cançons cantades a l'uníson? Hem de tornar ... al que és pur i clar." D'altra banda, va escriure el 1925 "Res destrueix la música més que el nacionalisme. ... i és impossible oferir música nacional sota demanda."
Nielsen va estudiar de prop la polifonia renaixentista, cosa que explica part del contingut melòdic i harmònic de la seva música. Aquest interès s'exemplifica en el Tre Motetter (Tres motets, op. 55). Per als crítics no danesos, la música de Nielsen inicialment tenia un so neoclàssic, però es va fer cada cop més moderna a mesura que va desenvolupar el seu propi enfocament al que l'escriptor i compositor Robert Simpson va anomenar tonalitat progressiva, passant d'una tonalitat a una altra. Normalment, la música de Nielsen podria acabar en una tonalitat diferent de la del seu inici, de vegades com el resultat d'una lluita, com en les seves simfonies. Hi ha un debat sobre quants d'aquests elements es deuen a les seves activitats amb la música popular. Alguns crítics s'han referit als seus ritmes, al seu ús d'acciaccaturas o appoggiaturas, o al seu ús freqüent d'una setena aplanada i una tercera menor a les seves obres, com a típics danesos. El mateix compositor va escriure "Els intervals, tal com jo ho veig, són els elements que primer desperten un interès més profund per la música. ... Són intervals que ens sorprenen i ens delecten de nou cada cop que sentim el cucut a la primavera. El seu atractiu seria menor si el seu cant fos tot d'una sola nota."
La filosofia de l'estil musical de Nielsen es resumeix potser en el seu consell en una carta de 1907 al compositor noruec Knut Harder: "Tu tens... fluïdesa, tan gran, tan bona; però us aconsello una vegada i una altra, estimat senyor Harder; Tonalitat, claredat, força ."

### Simfonies

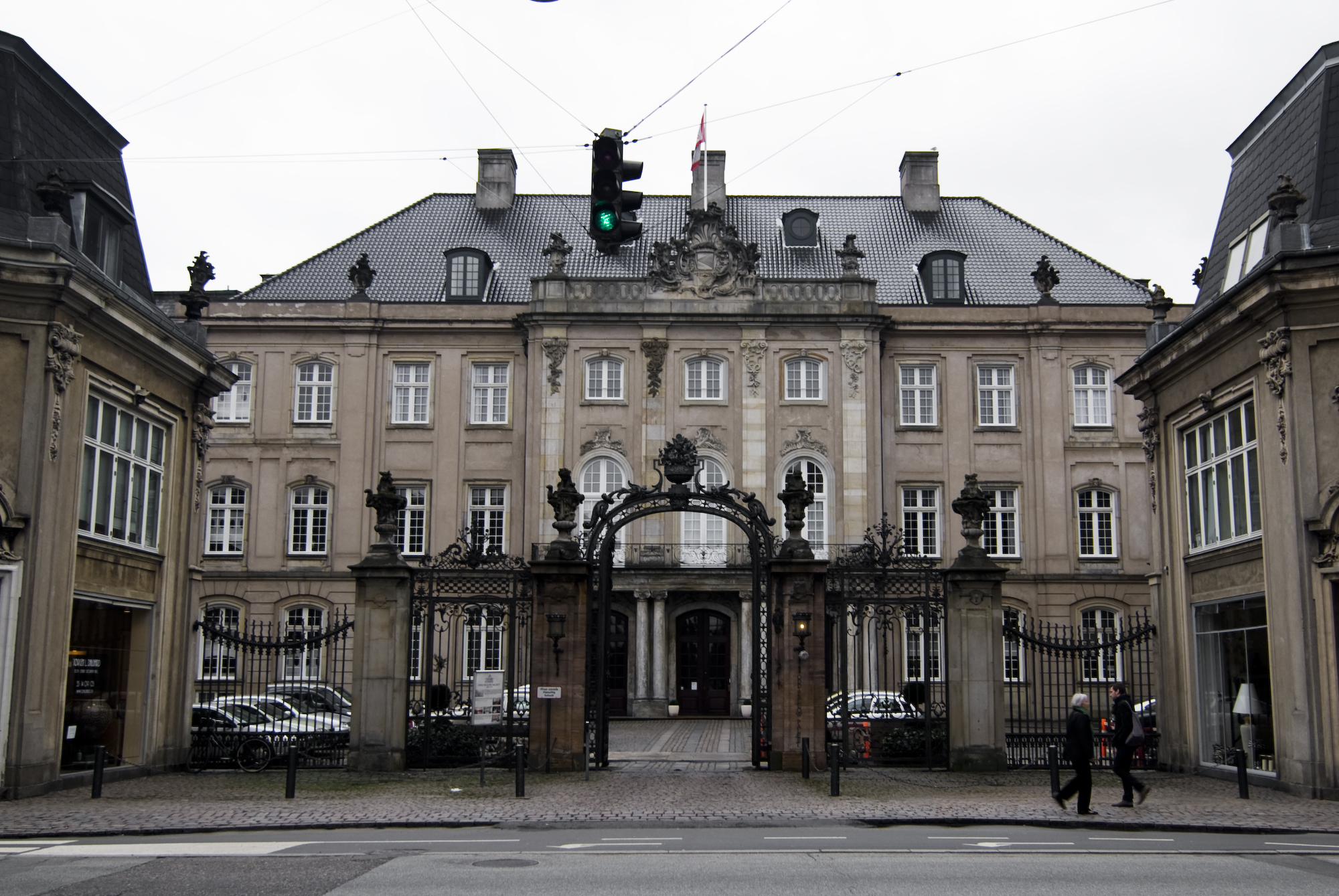
Palau Odd Fellows a Copenhaguen, on es van estrenar moltes de les composicions de Nielsen

Nielsen està relacionat, sobretot fora de Dinamarca, amb les seves sis simfonies, escrites entre 1892 i 1925. Totes elles tenen molt en comú: totes tenen una durada de poc més de 30 minuts, els instruments de metall són un component clau de l'orquestració i totes presenten canvis de tonalitat inusuals, que augmenten la tensió dramàtica. Des dels primers compassos, la Simfonia núm. 1 (op. 7, 1890–1892), tot i que reflecteix la influència de Grieg i Brahms, mostra la individualitat de Nielsen. A la Simfonia núm. 2 (op. 16, 1901–1902), Nielsen s'embarca en el desenvolupament del caràcter humà. La inspiració va venir d'una pintura d'una fonda que representava els quatre temperaments (colèric, flegmàtic, melancòlic i sanguini).
El títol de la Simfonia núm. 3, Sinfonia Espansiva (op. 27, 1910–1911), és entès pel compositor anglès Robert Simpson com una referència al «creixement exterior de l'abast de la ment». Explota plenament la tècnica de Nielsen d'enfrontar dues tonalitats alhora i inclou una secció pacífica amb veus de soprano i baríton, cantant una melodia sense paraules. La Simfonia núm. 4, L'Inextingible (op. 29, 1914–1916), escrita durant la Primera Guerra Mundial, és una de les simfonies interpretades amb més freqüència. En l'últim moviment es col·loquen dos jocs de timbales a costats oposats de l'escenari i emprenen una mena de duel musical. Nielsen va descriure la simfonia com «la força vital, la voluntat inextingible de viure».
També s'interpreta amb freqüència la Simfonia núm. 5 (op. 50, 1921–1922), que presenta una altra batalla entre les forces de l'ordre i el caos. Un baterista té la tasca d'interrompre l'orquestra i tocar ad libitum i fora del temps, com per destruir la música. Interpretada per l'Orquestra Simfònica de la Ràdio Danesa dirigida per Erik Tuxen al Festival Internacional d'Edimburg de 1950, va causar sensació, despertant l'interès per la música de Nielsen fora d'Escandinàvia. A la Simfonia núm. 6 (sense número d'opus), escrita entre 1924 i 1925, i subtitulada Sinfonia Semplice (Simfonia simple), el llenguatge tonal sembla semblant al de les altres simfonies de Nielsen, però la simfonia es desenvolupa en una seqüència de cameos, alguns tristos, alguns grotescs, altres humorístics.

### Òperes i cantates

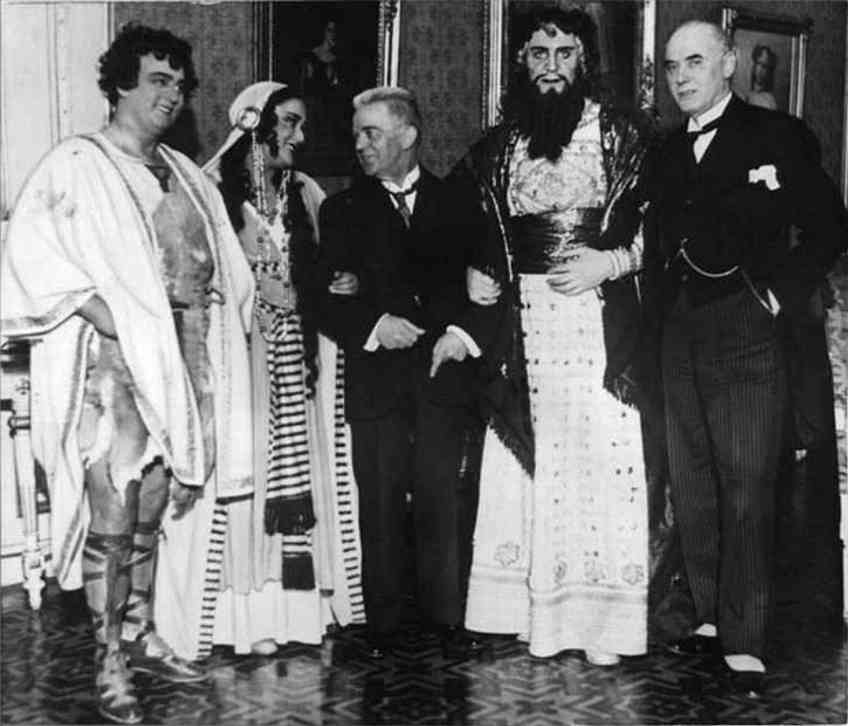
Nielsen amb el repartiment de Saul og David, Estocolm, 1931

Les dues òperes de Nielsen tenen un estil molt diferent. Saul og David (Saül i David), en quatre actes, escrita el 1902 sobre un llibret d'Einar Christiansen, explica la història bíblica de la gelosia de Saül pel jove David mentre que Maskarade (Mascarada) és una òpera còmica en tres actes escrita el 1906 sobre un llibret danès de Vilhelm Andersen, basada en la comèdia de Ludvig Holberg. Saül i David van rebre crítiques negatives quan es va estrenar el novembre de 1902 i no van ser millors quan es va recuperar el 1904. Per contra, el novembre de 1906 Maskarade va ser un èxit rotund amb una sèrie excepcional de 25 representacions durant els seus primers quatre mesos. Generalment considerada com l'òpera nacional de Dinamarca, al seu país d'origen ha gaudit d'un èxit i una popularitat duradors, atribuïbles a les seves nombroses cançons estròfiques, els seus balls i la seva atmosfera subjacent del "vell Copenhaguen".
Nielsen va escriure un nombre considerable d'obres corals, però la majoria d'elles van ser compostes per a ocasions especials i poques vegades es van repetir. No obstant això, tres cantates per a solistes, orquestra i cor han entrat al repertori. Nielsen va compondre Hymnus amoris (Himne a l'amor), op. 12 (1897) després d'estudiar els primers estils corals polifònics. Escrivint al diari Dannebrog, Nanna Liebmann es va referir a l'obra com "una victòria decisiva" de Nielsen, i Angul Hammerich de Nationaltidende va agrair la seva claredat i puresa millorades. Però el crític del Berlingske Tidende HW Schytte va pensar que Nielsen havia estat pretensiós presentant les lletres en llatí i no en danès. Søvnen (El somni), op. 18, la segona gran obra coral de Nielsen, posa en música les diferents fases del son, inclòs el terror d'un malson en el seu moviment central que, amb les seves discòrdies inusuals, va sorprendre els crítics a la seva estrena el març de 1905. Fynsk Foraar (Primavera a Fiònia), op. 42, acabada el 1922, ha estat citada com la més danesa de totes les composicions de Nielsen, ja que exalta la bellesa del paisatge de Fiònia.

### Concerts
Nielsen va escriure tres concerts: el Concert per a violí, op. 33, és una obra d'època mitjana, de 1911, que s'insereix dins de la tradició del classicisme europeu, mentre que el Concert per a flauta (sense número d'opus) de 1926 i el Concert per a clarinet, op. 57, que van seguir el 1928 són obres tardanes, influenciades pel modernisme dels anys vint i, segons el musicòleg danès Herbert Rosenberg, producte d'"un compositor extremadament experimentat que sap evitar les inessencials". A diferència de les obres posteriors de Nielsen, el Concert per a violí té una estructura neoclàssica diferent, orientada a la melodia. El Concert per a flauta, en dos moviments, va ser escrit per al flautista Holger Gilbert-Jespersen, membre del Quintet de vent de Copenhaguen que havia estrenat el Quintet de vent de Nielsen (1922). En contrast amb l'estil més aviat tradicional del Concert per a violí, reflecteix les tendències modernistes de l'època. El primer moviment, per exemple, canvia entre re menor, mi bemoll menor i fa major abans que la flauta surti en primer pla amb un tema cantabile en mi major. El Concert per a clarinet també va ser escrit per a un membre del Quintet de vent de Copenhaguen, Aage Oxenvad. Nielsen estira al màxim les capacitats de l'instrument i l'intèrpret; el concert té un sol moviment continu i conté una lluita entre el solista i l'orquestra i entre les dues tonalitats principals que competeixen, fa major i mi major.
Els concerts de vent presenten molts exemples del que Nielsen va anomenar objektivering ("objectivació"). Amb aquest terme volia dir donar als instrumentistes llibertat d'interpretació dins dels límits establerts per la partitura.

### Música orquestral
La primera obra de Nielsen composta específicament per a orquestra va ser la Suite per a cordes (1888), que evocava el romanticisme escandinau tal com l'expressaven Grieg i Svendsen. L'obra va marcar una fita important en la carrera de Nielsen, ja que no només va ser el seu primer èxit real sinó que també va ser la primera de les seves peces que va dirigir ell mateix quan es va tocar a Odense un mes després.
L'Obertura Helios, op. 17 (1903) prové de l'estada de Nielsen a Atenes que el va inspirar per compondre una obra que representava la sortida i la posta del sol sobre el mar Egeu. La partitura és una obra d'espectacle per a l'orquestra, i ha estat una de les obres més populars de Nielsen. Saga-Drøm (El somni de Saga), op. 39 (1907–08) és un poema simfònic per a orquestra basat en la saga islandesa de Njál. En paraules de Nielsen:
| « | Hi ha, entre altres coses, quatre cadències per a oboè, clarinet, fagot i flauta que s'executen amb força llibertat l'una al costat de l'altra, sense connexió harmònica i sense el meu temps de marcatge. Són com quatre corrents de pensament, cada un va pel seu propi camí, de manera diferent i aleatòria per a cada actuació, fins que es troben en un punt de repòs, com si desemboquessin en un pany on s'uneixen. | » |

En el funeral d'un jove artista (Ved en ung Kunstners Baare) per a orquestra de corda va ser escrit per al funeral del pintor danès Oluf Hartmann el gener de 1910 i també es va tocar al funeral de Nielsen. Pan i Syrinx (Pan og Syrinx), un vigorós poema simfònic de nou minuts inspirat en Les Metamorfosis d'Ovidi, es va estrenar el 1911. L'obertura rapsòdica, Un viatge imaginari a les illes Fèroe (En Fantasirejse til Færøerne), es basa en melodies populars feroeses però també conté seccions compostes lliurement.
Entre les obres orquestrals de Nielsen per a l'escenari destaquen Aladdin (1919) i Moderen (La mare), op. 41 (1920). Aladdin va ser escrit per acompanyar una producció del conte de fades d'Adam Oehlenschläger al Teatre Reial de Copenhaguen. La partitura completa, amb una durada de més de 80 minuts, és l'obra més llarga de Nielsen, a part de les seves òperes, però sovint s'executa una suite orquestral més curta que consta de la Marxa oriental, la dansa hindú i la dansa negra. Moderen, escrita per celebrar la reunificació de Jutlàndia del Sud amb Dinamarca, es va representar per primera vegada el 1921; és una posada en escena de versos patriòtics escrits per a l'ocasió.

### Música de cambra
Nielsen va compondre diverses obres de música de cambra, algunes d'elles encara destacades en el repertori internacional. El Quintet de vent, una de les seves peces més populars, va ser composta l'any 1922 específicament per al Quintet de vent Copenhaguen. Simpson, explicant que l'afició de Nielsen pels instruments de vent estava estretament relacionada amb el seu amor per la natura, escriu: "També estava molt interessat en el caràcter humà i en el Quintet de vent compost deliberadament per a cinc amics; cada part està dissenyada amb astúcia per adaptar-se a la individualitat de cada intèrpret".
| Quintet de vent, op. 43                                       | Quintet de vent, op. 43 |
| ------------------------------------------------------------- | ----------------------- |
| 1. Allegro ben moderato                                       |                         |
|                                                               |                         |
|                                                               |                         |
|                                                               |                         |
| 2. Menuetto                                                   |                         |
|                                                               |                         |
|                                                               |                         |
|                                                               |                         |
| 3. Praeludium: Adagio. Tema con variazioni: Un poco andantino |                         |
|                                                               |                         |
| Interpretat per James Galway (flauta) amb el Quintet Carion   |                         |
|                                                               |                         |

Nielsen va escriure quatre quartets de corda. El Quartet de corda núm. 1 en sol menor, op. 13 (1889, revisat el 1900) conté una secció de "Resum" al final, que reuneix temes del primer, tercer i quart moviment. El Quartet de corda núm. 2 en fa menor, op. 5 va aparèixer el 1890 i el Quartet de corda núm. 3 en mi bemoll major, op. 14 de 1898. L'historiador de la música Jan Smaczny suggereix que en aquest treball "el maneig de la textura és confiat i molt menys derivat que en obres anteriors... [el quartet] provoca la lamentació més gran de què Nielsen no seguís el gènere... paral·lelament al seu desenvolupament simfònic posterior". El Quartet de corda en fa major (1904) va rebre inicialment una recepció mixta, amb la crítica incerta sobre el seu estil reservat. Nielsen el va revisar diverses vegades, la versió final el 1919 va ser llistada com la seva op. 44.
El violí era l'instrument propi de Nielsen i per ell va compondre quatre obres de cambra a gran escala. Les sortides dels procediments estàndard a la Primera Sonata, op. 9 (1895), incloent-hi les seves modulacions sovint sobtades i el seu material temàtic concís, va desconcertar la crítica danesa en la seva primera actuació. La segona sonata, op. 35 de 1912 va ser escrita per al violinista Peder Møller que a principis d'aquell any havia estrenat el Concert per a violí del compositor. L'obra és un exemple de la tonalitat progressiva del compositor perquè, tot i que es diu que és en la tonalitat de sol menor, el primer i el darrer moviment acaben en tonalitats diferents. El crític Emilius Bangert va escriure sobre l'estrena (que va ser a càrrec d'Axel Gade): «La impressió general era d'una línia bonica i ininterrompuda -un flux de notes– on en particular un segon tema meravellós a la primera part i l'esfera pura i alta de l'última part van ser captivadors». Altres dues obres són per a violí sol. El preludi, tema i variacions, op. 48 (1923) va ser escrit per a Telmányi i, com la Chaconne per a piano de Nielsen, op. 32, es va inspirar en la música de Johann Sebastian Bach. El Preludi i Presto, op. 52 (1928) va ser escrit com a homenatge pel seixanta aniversari del compositor Fini Henriques.

### Obres per a teclat
Encara que Nielsen va arribar a compondre principalment al piano, només va compondre directament per a ell de tant en tant durant un període de 40 anys, creant obres sovint amb un estil distintiu que va frenar la seva acceptació internacional. La pròpia tècnica de piano de Nielsen, un ressò de la qual probablement es conserva en tres cilindres de cera marcats "Carl Nielsen" als Arxius Estatals d'Aarhus, sembla haver estat mediocre. Revisant l'enregistrament de 1969 d'obres del pianista John Ogdon, John Horton va comentar sobre les primeres peces: "Els recursos tècnics de Nielsen difícilment s'ajusten a la grandesa dels seus dissenys", mentre que caracteritza les peces posteriors com "obres que poden suportar-se en comparació amb la seva música simfònica". El to antiromàntic de la Suite Simfònica, op. 8 (1894) va ser descrit per un crític posterior com "res més que un puny tancat davant de totes les convencions musicals establertes". En paraules de Nielsen, la Chaconne, op. 32 (1917) va ser "una peça molt gran, i crec que efectiva". No només s'inspira en l'obra de Bach, especialment en la xacona per a violí sol, sinó també en els arranjaments per a piano virtuosos de la música de Bach de compositors com Robert Schumann, Johannes Brahms i Ferruccio Busoni. També a gran escala, i del mateix any, es troba el Tema i variacions, Op. 41, en què els crítics han percebut les influències de Brahms i també de Max Reger, de qui Nielsen havia escrit abans a un amic «Crec que el públic serà completament incapaç de comprendre l'obra de Reger i, tanmateix, sóc molt més simpàtic amb els seus esforços que cap als de ... Richard Strauss».
Totes les obres d'orgue de Nielsen van ser composicions tardanes. L'organista danès Finn Viderø suggereix que el seu interès va ser motivat per l'Orgelbewegung (Moviment de reforma de l'orgue), i la renovació dels tubs frontals de l'orgue Schnitger a l'església de sant Jaume d'Hamburg, de 1928 a 1930. L'última obra important de Nielsen –Commotio, op. 58, una peça per a orgue de 22 minuts– va ser composta entre juny de 1930 i febrer de 1931, només uns mesos abans de la seva mort.

### Cançons i himnes
Al llarg dels anys, Nielsen va escriure la música de més de 290 cançons i himnes, la majoria de versos i poemes d'autors danesos coneguts, com NFS Grundtvig, Ingemann, Poul Martin Møller, Adam Oehlenschläger i Jeppe Aakjær. A Dinamarca, molts d'ells encara són populars avui en dia tant entre adults com entre els nens. Es consideren "la part més representativa de la producció del compositor més representatiu del país". El 1906, Nielsen havia explicat la importància d'aquestes cançons als seus compatriotes:
| « | Amb certes inflexions melòdiques, els danesos pensem inevitablement en els poemes, per exemple, d'Ingemann, Christian Winther o Drachmann, i sovint ens sembla percebre l'olor dels paisatges danesos i les imatges rurals en les nostres cançons i música. Però també és evident que un estranger, que no coneix ni el nostre camp, ni els nostres pintors, ni els nostres poetes, ni la nostra història de la mateixa manera íntima que nosaltres mateixos, serà totalment incapaç de captar què és el que ens porta a escoltar i tremola de comprensió simpàtica. | » |

De gran importància va ser la contribució de Nielsen a la publicació de 1922, Folkehøjskolens Melodibog (El cançoner popular de secundària), de la qual va ser un dels editors juntament amb Thomas Laub, Oluf Ring i Thorvald Aagaard. El llibre contenia unes 600 melodies, de les quals unes 200 van ser compostes pels editors, i tenia la intenció de proporcionar un repertori per al cant comunal, una part integral de la cultura popular danesa. La col·lecció va ser molt popular i es va integrar en el sistema educatiu danès. Durant l'ocupació alemanya de Dinamarca a la Segona Guerra Mundial, les reunions massives de cançons, utilitzant aquestes melodies, van formar part del "rearmament espiritual" de Dinamarca, i després de la guerra el 1945, les contribucions de Nielsen van ser caracteritzades per un escriptor com «joies brillants del nostre tresor de cançons patriòtiques». Aquest segueix sent un factor important en la valoració danesa del compositor.

### Edicions
Entre 1994 i 2009, una nova edició completa de les obres de Nielsen, la Carl Nielsen Edition, va ser encarregada pel govern danès (amb un cost de més de 40 milions de corones). Per a moltes de les obres, incloses les òperes Maskarade i Saül i David, i la música completa d'Aladdin, aquesta va ser la seva primera publicació impresa, ja que anteriorment s'havien utilitzat còpies dels manuscrits en representacions. Ara totes les partitures estan disponibles per a la seva descàrrega gratuïta al lloc web de la Biblioteca Reial Danesa (que també posseeix la majoria dels manuscrits musicals de Nielsen).

## Recepció
A diferència de la del seu contemporani, el finlandès Jean Sibelius, la reputació de Nielsen a l'estranger no va començar a evolucionar fins després de la Segona Guerra Mundial. Durant un temps, l'interès internacional es va dirigir en gran manera cap a les seves simfonies, mentre que les seves altres obres, moltes d'elles molt populars a Dinamarca, només recentment han començat a formar part del repertori mundial. Fins i tot a Dinamarca, moltes de les seves composicions no van impressionar. Va ser només el 1897 després de la primera interpretació d'Hymnus amoris que va rebre el suport de la crítica, que es va veure reforçat substancialment el 1906 amb l'entusiasta recepció de Masquerade.
Al cap de dos mesos de la seva exitosa estrena a l'Odd Fellows de Copenhaguen el 28 de febrer de 1912, la Tercera Simfonia (Espansiva) ja formava part del repertori del Concertgebouw d'Amsterdam, i el 1913 ja havia vist actuacions a Stuttgart, Estocolm i Hèlsinki. La simfonia va ser la més popular de totes les obres de Nielsen durant la seva vida i també es va tocar a Berlín, Hamburg, Londres i Göteborg. Altres obres van causar certa incertesa, fins i tot a Dinamarca. Després de l'estrena de la Cinquena Simfonia (1922), un crític va escriure: «El tresor de les simfonies daneses i la mateixa producció de Carl Nielsen s'han enriquit amb una obra estranya i molt original». Un altre, però, la va descriure com un «puny sagnant i tancat davant d'un públic esnob desprevingut», qualificant-lo també de «música bruta de trinxeres».
A finals de la dècada de 1940 van aparèixer dues biografies importants de Nielsen en danès, dominant l'opinió sobre la vida i l'obra del compositor durant diverses dècades. El llibre Carl Nielsen, Symphonist de Robert Simpson (primera edició el 1952) va ser el primer estudi a gran escala en anglès.
Un avenç internacional es va produir el 1962 quan Leonard Bernstein va gravar la Cinquena Simfonia amb la Filharmònica de Nova York per a la CBS. L'enregistrament va ajudar a la música de Nielsen a aconseguir apreciació més enllà del seu país d'origen i es considera un dels millors relats gravats de la simfonia. El centenari de Nielsen el 1965 va ser àmpliament celebrat, tant pel que fa a actuacions com a publicacions, i Bernstein va rebre el Premi Sonning pel seu enregistrament de la Tercera Simfonia. El 1988 es van publicar els diaris de Nielsen i les seves cartes a Anne Marie, i aquestes, juntament amb una biografia de 1991 de Jørgen Jensen utilitzant aquest nou material, van portar a una avaluació objectiva revisada de la personalitat del compositor. Escrivint a The New York Times amb motiu del 125è aniversari de Nielsen l'any 1990, el crític musical Andrew Pincus va recordar que 25 anys abans Bernstein havia cregut que el món estava disposat a acceptar el danès com l'igual de Jean Sibelius, parlant «del seu encant brut, el seu swing, el seu impuls, les seves sorpreses rítmiques, el seu estrany poder de relacions harmòniques i tonals– i sobretot la seva constant impredictibilitat» (que Pincus creia que encara era un repte per al públic). Biografies i estudis en anglès als anys noranta van ajudar a establir l'estatus de Nielsen a tot el món fins al punt que la seva música s'ha convertit en una característica habitual de la programació de concerts als països occidentals.
Escrivint a The New Yorker l'any 2008, el crític musical nord-americà Alex Ross compara la "força bruta" de les simfonies de Nielsen amb l'Eroica i la Cinquena Simfonia de Beethoven, però explica que només ara els nord-americans començaven a apreciar lentament el compositor danès.
Nielsen no va gravar cap de les seves obres. Tanmateix, tres directors contemporanis més joves que havien treballat amb ell, Thomas Jensen, Launy Grøndahl i Erik Tuxen, sí que van gravar les seves simfonies i altres obres orquestrals amb l'Orquestra Simfònica de la Ràdio Danesa entre 1946 i 1952. Jensen també va enregistrar el primer LP de la Cinquena Simfonia el 1954. El treball fet per la Carl Nielsen Edition de forma completa i recentment publicada ha revelat que les partitures utilitzades en aquests enregistraments sovint difereixen de les intencions originals del compositor i, per tant, de la suposada autenticitat d'aquests enregistraments són ara discutibles.
Actualment, hi ha nombrosos enregistraments de totes les obres principals de Nielsen, inclosos cicles complets de les simfonies dirigides per, entre d'altres, Sir Colin Davis, Herbert Blomstedt i Sakari Oramo. S'han fet més de 50 enregistraments del Quintet de vent de Nielsen.
A partir de 1916, Nielsen va ensenyar a la Royal Academy on va esdevenir director el 1931, poc abans de la seva mort. També tenia estudiants particulars en els seus primers dies per tal de complementar els seus ingressos. Com a resultat del seu ensenyament, Nielsen va exercir una influència considerable en la música clàssica a Dinamarca. Entre els seus alumnes més reeixits es trobaven els compositors Thorvald Aagaard, recordat especialment per les seves cançons, Harald Agersnap, director i compositor orquestral, i Jørgen Bentzon, que va compondre música coral i de cambra principalment per a la seva escola de música popular (Københavns Folkemusikskole). Entre els seus altres alumnes hi havia el musicòleg Knud Jeppesen, el pianista Herman Koppel, el professor de l'acadèmia i compositor simfònic Poul Schierbeck, l'organista Emilius Bangert que va tocar a la catedral de Roskilde i Nancy Dalberg, una de les estudiants particulars de Nielsen que va ajudar amb l'orquestració d'Aladdin. Nielsen també va instruir el director i mestre de cor Mogens Wöldike, recordat per les seves interpretacions de la música barroca, i Rudolph Simonsen, el pianista i compositor que va esdevenir director de l'Acadèmia després de la mort de Nielsen.

## Llegat

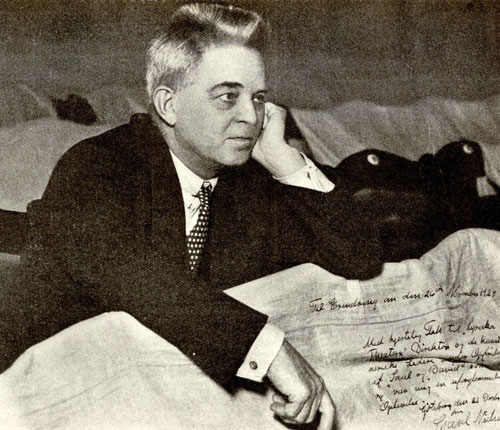
Nielsen en un assaig de Saul og David el 1928 a Göteborg.

A partir de 1916, Nielsen va ensenyar a la Royal Academy on va esdevenir director el 1931, poc abans de la seva mort. També tenia estudiants particulars en els seus primers dies per tal de complementar els seus ingressos. Com a resultat del seu ensenyament, Nielsen va exercir una influència considerable en la música clàssica a Dinamarca. Entre els seus alumnes més reeixits es trobaven els compositors Thorvald Aagaard, recordat especialment per les seves cançons, Harald Agersnap, director i compositor orquestral, i Jørgen Bentzon, que va compondre música coral i de cambra principalment per a la seva escola de música popular (Københavns Folkemusikskole). Entre els seus altres alumnes hi havia el musicòleg Knud Jeppesen, el pianista Herman Koppel, el professor de l'acadèmia i compositor simfònic Poul Schierbeck, l'organista Emilius Bangert que va tocar a la catedral de Roskilde i Nancy Dalberg, una de les estudiants particulars de Nielsen que va ajudar amb l'orquestració d'Aladdin. Nielsen també va instruir el director i mestre de cor Mogens Wöldike, recordat per les seves interpretacions de la música barroca, i Rudolph Simonsen, el pianista i compositor que va esdevenir director de l'Acadèmia després de la mort de Nielsen.
La Carl Nielsen Society manté una llista d'interpretacions de les obres de Nielsen, classificades per regions (Dinamarca, Escandinàvia, Europa a part d'Escandinàvia i fora d'Europa) que demostra que la seva música s'executa regularment a tot el món. Els concerts i les simfonies apareixen amb freqüència en aquests llistats. El Concurs Internacional Carl Nielsen va començar a la dècada de 1970 sota els auspicis de l'Orquestra Simfònica d'Odense. Des de l'any 1980 s'hi celebra un concurs quadriennal de violí. Més tard es van afegir concursos de flauta i clarinet, però ara s'han interromput. Un concurs internacional d'orgue, fundat per la ciutat d'Odense, es va associar al concurs Nielsen el 2009, però a partir del 2015 s'organitza per separat, amb seu a la catedral d'Odense.
Al seu país natal, el Museu Carl Nielsen, a Odense, està dedicat a Nielsen i la seva dona, Anne Marie. El compositor apareix al bitllet de 100 corones emès pel Banc Nacional Danès entre 1997 i 2010. La seva imatge va ser seleccionada en reconeixement de la seva contribució a les composicions musicals daneses com la seva òpera Maskarade, la seva simfonia Espansiva i les seves nombroses cançons com "Danmark, nu blunder den lyse nat".
Al voltant del 9 de juny de 2015 es van programar diversos esdeveniments especials per commemorar el 150è aniversari del naixement de Nielsen. A més de moltes actuacions a Dinamarca, es van programar concerts a ciutats d'arreu d'Europa, com Londres, Leipzig, Cracòvia, Göteborg, Hèlsinki i Viena, i encara més lluny al Japó, Egipte i Nova York. El 9 de juny, aniversari de Nielsen, l'Orquestra Simfònica Nacional Danesa va presentar un programa a la Sala de Concerts DR de Copenhaguen amb Hymnus amoris, el Concert per a clarinet i la Simfonia núm. 4 per a una emissió que s'estenia per Europa i els Estats Units. L'Òpera Reial Danesa ha programat Maskarade i una nova producció (dirigida per David Pountney) de Saul og David. Durant el 2015, el Quartet Danès va programar actuacions dels quartets de corda de Nielsen a Dinamarca, Israel, Alemanya, Noruega i el Regne Unit (al Festival de Música de Cheltenham). Al Regne Unit, la BBC Philharmonic va preparar una sèrie de concerts sobre Nielsen a partir del 9 de juny a Manchester. L'obertura de Maskarade de Nielsen també va ser el primer tema per a la nit d'obertura dels Concerts de la BBC Promenade de Londres de 2015, mentre que les seves composicions van aparèixer en cinc concerts més de la temporada del Prom. ´lsdbn´dsonbjónóeNLa ciutat d'Odense, que té forts vincles amb Nielsen, va desenvolupar un ampli programa de concerts i esdeveniments culturals per a l'any de l'aniversari.
El planeta menor 6058 Carlnielsen rep el seu nom en el seu honor.

### Obres
Entre les obres més rellevants de Carl Nielsen es troben:
- Òperes
  - Snefrid, melodrama (1893)
  - Saül i David (1902)
  - Mascarada (1906)

- Música orquestral
  - Petita Suite (1888)
  - Simfonia núm. 1 en sol menor (1892)
  - Simfonia núm. 2, Els quatre temperaments (1902)
  - Simfonia núm. 3, Expansiva (1911)
  - Simfonia núm. 4, Inextingible (1916)
  - Simfonia núm. 5 (1922)
  - Simfonia núm. 6, Simple (1925)
  - Obertura Helios (1903)
  - Saga-Drøm (El somni de Saga) (1908)
  - Concert per a violí i orquestra (1911)
  - Pan i Syrinx (1918)
  - Franz Neruda in memoriam (1918)
  - Aladdin (1919)
  - Concert per a flauta i orquestra (1926)
  - Un viatge imaginari a les illes Fèroe (1927)
  - Concert per a clarinet i orquestra (1928)
  - Bohmisk-dansk folketone (1928)

- Música coral
  - Hymnus amoris (1897)
  - Søvnen (Son) (1904)
  - Fynsk Foraar (Primavera a Fiònia) (1921)
  - Hyldest til Holberg (Homenatge a Holberg) (1922)
  - 3 motets (1929)
  - Hymne til Kunsten (Himne a l'art) (1929)
  - Algunes cantates

- Música vocal
  - 40 cançons daneses (1914, 1917), col·lab. T. Laub
  - 20 melodies populars (1921)
  - 10 petites cançons daneses (1924)

- Música de cambra
  - Quartet de corda en sol menor (1888)
  - Quartet de corda en fa menor (1890)
  - Quartet de corda en mi bemoll (1898)
  - Quartet de corda en fa major (1919)
  - Sonata per a violí en sol (1882)
  - Sonata per a violí núm. 1 (1895)
  - Sonata per a violí núm. 2 (1919)
  - En el funeral d'un jove artista (Ved en ung Kunstners Baare) (1910)
  - Serenata In Vano per a clarinet, fagot, trompa, violoncel i doble contrabaix (1914)
  - Quintet de vent (1922)
  - Preludi i tema amb variacions (1923)

- Música per a piano
  - 2 peces característiques (c.1882-3)
  - 5 peces (1890)
  - Suite Simfònica (1894)
  - 6 Humoresque-Bagatelles (1894-7)
  - Preludi Festiu al Nou Segle (1899)
  - Chaconne (1916)
  - Tema i variacions (1917)
  - Suite (1920)
  - Tre Klaverstykker (Tres peces) (1928)
  - Música de piano per a joves i vells, 24 peces per a 5 dits (1930)

- Música per a orgue
  - 29 preludis breus (1929)
  - 2 preludis (1930)
  - Commotio (1931)